# 罕井镇
罕井镇，是中华人民共和国陕西省渭南市蒲城县下辖的一个乡镇级行政单位。

## 行政区划
罕井镇下辖以下地区：
罕井村、弥家村、山东村、北白村、南白村、武仪村、高城村、展王河村、唐王村、东党村、兴龙村、庙台村、兴光村、仁合村、尧山村和中山村。